# 總督府 (布里斯班)

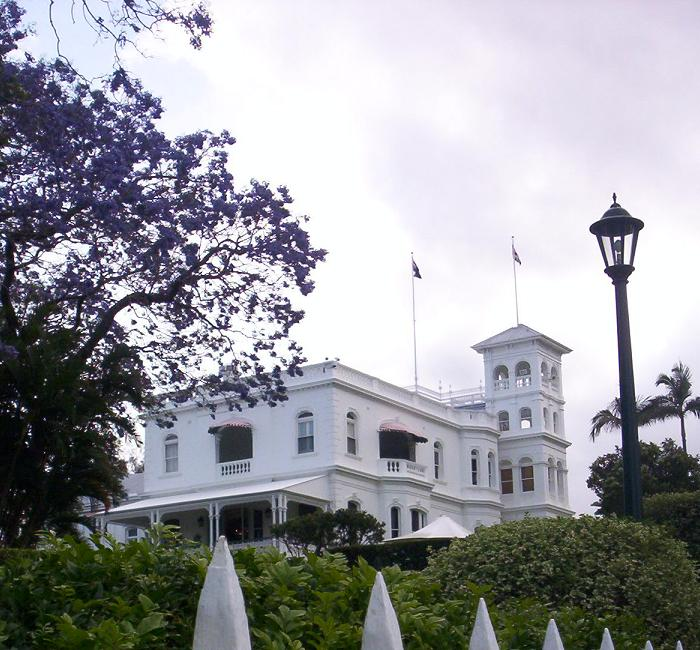
總督府

總督府（Government House）是位於澳大利亞昆士蘭州首府布里斯班的一座莊園建築，也是昆士蘭州長的官邸。總督府的設計者是本傑明·巴克豪斯（Governor of Queensland），修建於1865年，在竣工之後也進行過多次翻新。1992年10月21日，總督府被列入昆士蘭遺產。總督府在一年中的部分日期開放公眾參觀。

## 外部連結
- Government House, Queensland - Official Website